# 濱町 (臺北市)
濱町，為臺灣日治時期臺北市之行政區，共分一～五丁目，位於艋舺西北端，該町因為瀕臨淡水河，為該河之濱岸而得名。戰後劃入臺北市城中區，今臺北市萬華區之康定路(包括康定路西側的武昌街二段)，峨嵋街，環河南路一段附近，為今廣義西門町之一部份。